# إيان ويلموت
إيان ويلموت (بالإنجليزية: Ian Wilmut)‏ (7 يوليو 1944 - 10 سبتمبر 2023)، هو مخترع من المملكة المتحدة. ولد في إدنبرة. هو عضوٌ في الأكاديمية الوطنية للعلوم، والجمعية الملكية. اشتهر بأنه قائد الفريق المسؤول عن استنساخ النعجة دوللي عام 1996.

## التعليم
تعلم في جامعة نوتنغهام، وكلية داروين في كامبريج.

## جوائز
حصل على جوائز منها:
- جائزة شو (2008) [12]
- جائزة إرنست شيرينغ (2002)
- زميل في الجمعية الملكية (2002)
- جائزة كيلجيران ‏ (1998)
- دكتوراه في الفلسفة (1971)
- نيشان الامبراطورية البريطانية من رتبة ضابط
- جائزة عضوية المنظمة الأوروبية للبيولوجيا الجزيئية [الإنجليزية]‏
- لقب فارس
- زمالة أكاديمية العلوم الطبية.

## روابط خارجية
- إيان ويلموت على موقع الموسوعة البريطانية (الإنجليزية)
- إيان ويلموت على موقع مونزينجر (الألمانية)
- إيان ويلموت على موقع ميوزك برينز (الإنجليزية)